# NGC 1466
NGC 1466 هي مجرة تتبع كوكبة حية الماء. اكتشفها جون هيرشل في 26 نوفمبر 1834.

## روابط خارجية
- NGC 1466 على موقع ويكي سكاي: DSS2, SDSS, GALEX, IRAS, Hydrogen α, X-Ray, Astrophoto, Sky Map, Articles and images